# 哈姆丹王朝
哈姆丹王朝（阿拉伯语：‎，al-Hamdaniyyun）是上美索不達米亞地區歷史上的一個朝代，屬於伊斯蘭教什葉派的政權，存在於890年至1004年。是阿拔斯王朝的從屬國。

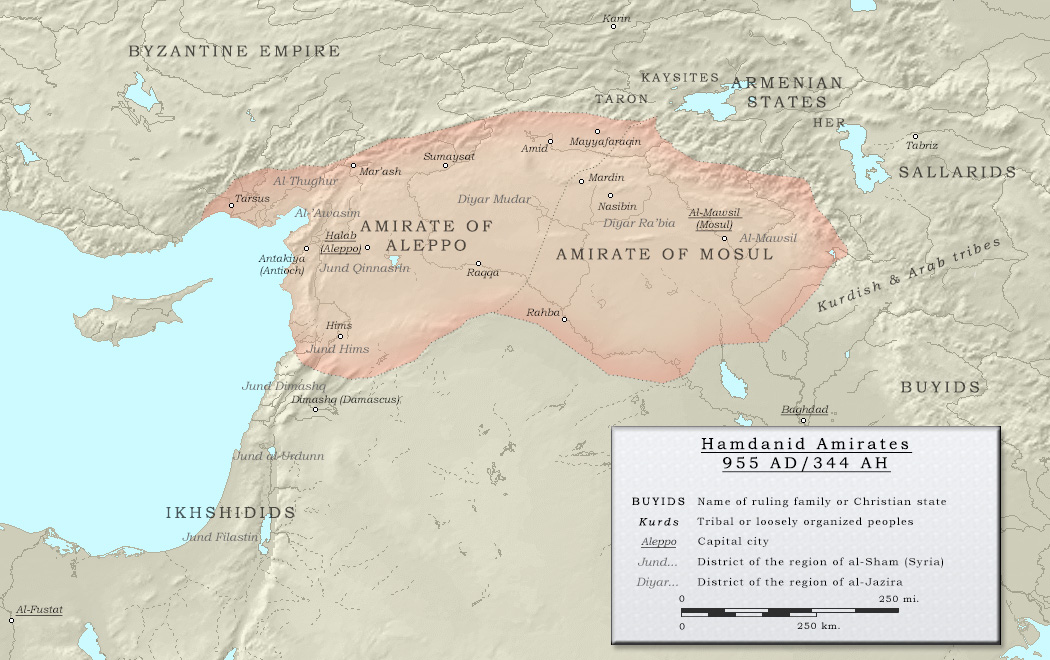
哈姆丹王朝

哈姆丹王朝的建立者是哈姆丹·本·哈姆丹，來自於塔格里布部族。他的兒子海珊·本·哈姆丹是阿拔斯哈里發穆阿台迪德髦下的將領，曾在908年密謀推翻新上任的穆克塔迪爾，但失敗。911年海珊·本·哈姆丹被任命為摩蘇爾總督，此後哈姆丹王朝持續擔任摩蘇爾總督直到1004年，被法蒂瑪王朝征服。